# Antilhas Neerlandesas nos Jogos Olímpicos de Inverno de 1992
As Antilhas Neerlandesas participaram dos Jogos Olímpicos de Inverno de 1992 em Albertville, na França. Foi a segunda participação do país em Jogos Olímpicos de Inverno.

## Desempenho

### Bobsleigh
| Atleta                                 | Evento            | Descida 1 | Descida 2 | Descida 3 | Descida 4 | Total   | Total |
| Atleta                                 | Evento            | Descida 1 | Descida 2 | Descida 3 | Descida 4 | Tempo   | Pos.  |
| -------------------------------------- | ----------------- | --------- | --------- | --------- | --------- | ------- | ----- |
| Bart Carpentier Alting Dudley den Dulk | Duplas masculinas | 1:02.97   | 1:03.26   | 1:03.40   | 1:03.46   | 4:13.09 | 37º   |